# Colônias de Chesapeake
```
   |-
       |
Erro:
:  
valor não especificado para "
nome_comum
"
```

As Colônias de Chesapeake eram constituídas da Colônia e Domínio da Virgínia, mais tarde "Comunidade da Virgínia", e da Província de Maryland, mais tarde Maryland, ambas as colônias localizadas na América Britânica e centradas na baía de Chesapeake. Os assentamentos da região de Chesapeake cresceram lentamente devido a doenças como a malária. A maioria desses colonos eram homens, imigrantes da Inglaterra, que morreram logo após sua chegada. Devido à maioria dos homens, as mulheres elegíveis não permaneceram solteiras por muito tempo. A população nativa acabou se tornando imune às doenças de Chesapeake e essas colônias foram capazes de continuar com todas as dificuldades.
Chesapeake tinha uma economia baseada em plantio e colheita baseada no tabaco. Isso contribuiu para a demanda de trabalho escravo nas colônias do sul. O tabaco também arruinou o solo e novas terras eram continuamente necessárias. Servos contratados brancos também eram comuns nessa região no início de seu assentamento, sendo gradualmente substituídos por escravos africanos na segunda metade do século XVII devido às melhores condições econômicas da Europa e à conseqüente diminuição da emigração para a região de Chesapeake. Servidores contratados eram pessoas que assinaram um contrato de escritura obrigando-os a trabalhar para seus senhores de Chesapeake por uma média de cinco a sete anos, em troca do custo da travessia do Atlântico. Quando terminasse, ele receberia terra e uma "roupa" que consistia em uma roupa, algumas ferramentas agrícolas, sementes e talvez uma arma.